# Взяття Варшави (1657)
52°13′56″ пн. ш. 21°00′30″ сх. д. / 52.232222° пн. ш. 21.008333° сх. д.
Взяття Ракоці Варшави — військова операція під час шведського вторгнення до Польщі під час Другої Північної війни.
У червні 1657 року союзна шведсько-трансільвансько-козацька армія під командуванням Георгія II Ракоці рушила на Варшаву, переправившись через Віслу біля Закретима. Комендант столиці, майор Еліяш Ян Лонцький, мав понад 1000 вояків, переважно з кавалерійських підрозділів, незабаром підсилених двома піхотними хоругвами, які прибули з Ченстохова. 12 червня під стінами Варшави з'явилися перші козацькі підрозділи; сам князь з головними силами прибув до міста через два дні — 14 червня. Того ж дня були розпочаті перші штурми, які були відбиті вояками Лонцького.
15 червня трансільванці продовжували атакувати стіни міста, щоразу відбиваючись від поляків, які також здійснювали успішні рейди з міста, завдаючи ворогові значних втрат. Наступного дня на бік Ракоці несподівано перейшов підрозділ одного з командувачів польської армії — Регульського, і 17 червня почалися переговори про капітуляцію. Угода, укладена Яношем Кемені, Юрієм Немиричем та Еліяшем Лонцьким, містила 10 статей. Обидві сторони звільнили полонених і повернули раніше захоплені хоругви. Також гарантувалося утримання від пограбування міста. За домовленістю залога з розгорнутими знаменами та звуками барабанів залишала місто з двома гарматами та невеликою кількістю боєприпасів.
Оскільки командувач шведськими військами Густав Отто Стенбок не брав участі в переговорах, через кілька днів, увійшовши в місто, він не визнав пунктів угоди, дозволивши своїм солдатам грабунок. 23 червня шведсько-трансільванські війська залишили спустошену Варшаву, прямуючи до Ловича.